# Attaque Team Gusto
Das Attaque Team Gusto war ein slowenisches Radsportteam mit Sitz in taiwanesischen Taichung.
Die Mannschaft wurde 2014 gegründet und nahm als Continental Team an den UCI Continental Circuits teil. Manager war Hong Ju Chen, der von den Sportlichen Leitern Jui Te Hsu, Kun Hung Lin, Giacomo Notari, Alessandro Raisoni und Chen Kun Yang unterstützt wurde.

## Saison 2017

### Erfolge in der UCI Asia Tour
| Datum               | Rennen                        | Kat. | Fahrer        |
| ------------------- | ----------------------------- | ---- | ------------- |
| 31. März – 2. April | Gesamtwertung Tour de Tochigi | 2.2  | Benjamin Hill |
| 1. Juni             | Prolog Tour de Kumano (EZF)   | 2.2  | Szymon Sajnok |

## Platzierungen in UCI-Ranglisten
UCI Asia Tour
| Saison | Mannschaftswertung | Fahrerwertung        |
| ------ | ------------------ | -------------------- |
| 2014   | 56.                | Chun Kai Feng (160.) |
| 2015   | 37.                | Thomas Rabou (96.)   |
| 2016   | 30.                | Cameron Bayly (108.) |

UCI Europe Tour
| Saison    | Mannschaftswertung | Fahrerwertung        |
| --------- | ------------------ | -------------------- |
| 2014-2015 | -                  | -                    |
| 2016      | 108.               | Benjamin Hill (703.) |